# 結城さわな
結城 さわな（ゆうき さわな、4月3日 - ）は、日本の漫画家。大阪府出身。女性。おひつじ座のAB型。
「賽は投げられた」で2000年度第9回まんが学園の金賞受賞。同年12月号で『デラックス別冊少女コミック』（小学館）に掲載されデビュー。
主に、『ベツコミ』、『デラックスBetsucomi』にて4コマ漫画を執筆中。
代表作は、『天然くるくるパンダ』。ベツコミホームページ内の「漫画家 Web トーク」にて、メッセージ掲載中（不定期更新）。

## 作品リスト
- 賽は投げられた（2000、デラックス別冊少女コミック、小学館）
- 今週の当番（2002-、デラックスBetsucomi、小学館）
- その男、最低につき。（2003-、Betsucomi、小学館）
- 天然くるくるパンダ（2003-、Betsucomi、小学館）
- シャドー･Shadow（2004、デラックスBetsucomi、小学館）

## 単行本
- 天然くるくるパンダ（2006年- Betsucomiフラワーコミックス、小学館）